# ايمري ناجي
ايمري ناجي (بالمجرية: Nagy Imre)‏ (و. 1933 – 2013 م) هو متسابق خماسي حديث، ورياضي خماسي مجري، شارك في الألعاب الأولمبية الصيفية 1964، والخماسي الحديث في الألعاب الأولمبية الصيفية 1960 ‏، والألعاب الأولمبية الصيفية 1960، وModern pentathlon at the 1964 Summer Olympics – Men's team ‏، توفي عن عمر يناهز 80 عاماً.

## وصلات خارجية
- ايمري ناجي على موقع IMDb (الإنجليزية)
- ايمري ناجي على موقع أوليمبيديا (الإنجليزية)

- ايمري ناجي في قاعدة بيانات الأفلام على الإنترنت
- ايمري ناجي  على موقع SportsReference  - سبورتس رفرنس